# Средња школа „27. јануар“ Рогатица
Јавна установа средњошколски центар "27.јануар" Рогатица је јавна установа за средњошколско образовање. Средњошколско образовање у Рогатици има традицију дугу 90 година, генерације ученика из Рогатице и околних градова прошле су кроз клупе школе. Народни одбор општине 1961/1962. године отворио је Економску школу у Рогатици. Средња школа је у прве три године свог рада имала 194 ученика и 9 професора. Настава у средњошколском центру је усмјерена на постављене и испланиране циљеве и исходе који се односе на знање, ставове и вриједности које би ученици требало да развију и усвоје. Стручан и одговоран кадар на свим нивоима и довољан број опремљених кабинета и просторија за наставне и ваннаставне активности омогућавају да се поштује императив квалитета у преношењу знања, у складу са традицијом.

## Смјерови
Гимназија општи смјер на овом смјеру равномјерно су заступљене природне, техничке, друштвене и хуманистичке науке, чиме су ученици адекватно припремљени за даље школовање, без обзира на избор факултета.
Економија, право и трговина на овом модулу ученици се могу опредијелити за два смјера: економски техничар или пословно-правни техничар. Стичу се знања потребна за обављање послова у струци или за даље школовање.
Машинство и обрада метала на овом модулу ученици се током три године школују за занимање "бравар". Осим теоријске наставе, заступљена је и практична, која се спроводи у радионицама опремљеним алатом и машинама.